# Ampolla uterina
Nell'anatomia femminile l' ampolla uterina è una delle quattro parti che costituiscono le tube di Falloppio, si ritrova fra l'istmo tubarico e l'infundibolo.

## Anatomia
Si tratta della parte più lunga e tortuosa, circa 6 - 7 centimetri. Ha uno spessore variabile da 4 mm (in prossimità dell'istmo) fino a 10 mm (in prossimità dell'infundibulo). Inizialmente forma un'ansa (ansa tubarica) che sormonta il polo superiore dell'ovaio; poi decorre verso il basso, quasi verticalmente. Infine assume una decorrenza orizzontale.

## Funzioni
Ha la funzione di regolare il transito dei gameti ed il transito embrionale grazie a contrazioni e successivi rilasciamenti.